# 찰스 워터턴

찰스 워터턴(Charles Waterton, 1782년~1865년)은 동물학자이다. 영국에 세계 최초의 자연보호 구역을 만들었다.